# オースン・スコット・カード
オースン・スコット・カード（Orson Scott Card,1951年8月24日 - ）は、アメリカのSF作家、評論家。『エンダーのゲーム』（1985年）と『死者の代弁者』（1986年）でヒューゴー賞とネビュラ賞を受賞した。
熱心なモルモン教徒でもあり、National Organization for Marriage（同性婚を法的に認めさせることに反対している団体）の役員も務めている。

## 学生時代まで
カードは、カナダにモルモン教を広めた Charles Ora Card とブリガム・ヤングの子孫である。ワシントン州リッチランドで生まれ、カリフォルニア州サンタクララ、アリゾナ州メサ、ユタ州オレムで育った。ブラジルで無報酬でモルモン教（末日聖徒イエス・キリスト教会）の宣教師として布教活動に携わり、ブリガムヤング大学とユタ大学を卒業した。また、ノートルダム大学博士課程で1年間学んだ。現在はノースカロライナ州グリーンズボロに住んでおり、『エンダーのゲーム』を含む多くの作品でその場所が舞台となっている。

## 経歴
カードはもともとブリガムヤング大学で詩を学び、創作活動に入った。その後、演劇の脚本を手がけるようになる。さらに小説にも手を出し、それが後の《ワーシング年代記》となった。
ブラジルでのモルモン宣教師としての活動後にユタ州プロボに戻ると、劇団を立ち上げ、ふた夏の間プロボの野外円形劇場で公演を行った。そのころ、ブリガムヤング大学の出版部門 BYU Press で校正のパートをしていたが、後に編集者として正式に採用された。1976年、アメリカ建国200周年を祝う教会のミュージカルを制作中に教会の公式雑誌 Ensign の編集助手として採用され、ソルトレイクシティに引っ越した。Ensign 編集部に勤務中に最初の小説を発表している。1977年7月の Ensign には彼の短編小説 "Gert Fram" が Byron Walley というペンネームで掲載された。

### SF
カードは短編小説版の「エンダーのゲーム」を BYU press で働いているころに書き、いくつかの出版社に送った。後の同名の長編はこの短編をもとにしており、少年たちに宇宙での戦闘を教える学校を舞台にしている。アスタウンディング誌のベン・ボーヴァがこれを買い取り、同誌1977年8月号に掲載した。そのころカードは新約聖書やモルモン教の聖典を題材にしたラジオドラマ History of The Church of Jesus Christ of Latter-day Saints の脚本を書いていた。さらに長編小説執筆の契約をいくつか結べたことから Ensign 編集部を辞め、フリーランスとなった。
1981年、ユタ大学で英語学の修士号を取得し、ノートルダム大学の博士課程に進んだが、1980年代初頭の景気後退で一時的に小説執筆の新規契約が来なくなった。そのため1983年に Compute! Magazine という雑誌の正規編集者として雇われることになった。同年10月、《アルヴィン・メイカー》三部作の契約を結ぶことができ、再びフリーランスに戻った。
『エンダーのゲーム』と『死者の代弁者』は連続でヒューゴー賞とネビュラ賞を受賞した。両賞を連続受賞した作家は今のところカードしかいない。このシリーズはカードの代表作としてその後も続いている。2008年、カードは『エンダーのゲーム』の映画化が進行中だが監督が決まっていないことを明らかにした。一時ウォルフガング・ペーターゼンが監督することになっていたが、実現しなかった。その後ギャヴィン・フッドの脚本・監督で制作される事になり、2013年に公開された（エンダーのゲーム (映画)）。

### その他のジャンル
カードはホラー小説も手がけている（『消えた少年たち』、Treasure Box, Enchantment）。また、1980年代のアドベンチャーゲーム（LOOM、モンキーアイランド、ディグなど）の台詞も書いている。
2000年には旧約聖書に登場する女性たちの生涯を描くシリーズを開始した。
2005年秋、カードはSFとファンタジーのオンラインマガジン InterGalactic Medicine Show を立ち上げた。彼は最初の2号を編集したものの、教会の演劇の脚本執筆や演出の仕事が忙しく、教え子で編集者の Edmund Schubert がこのオンラインマガジンの編集を引き継ぐことになった。

### ペンネーム
カードは少なくとも7つのペンネームを使ったことがある。
Frederick Bliss と P.Q. Gump という名前は、モルモン教劇作家について概観した "Mormon Shakespears: A Study of Contemporary Mormon Theatre" を雑誌に掲載したときのペンネームである。実名を使わなかったのは、その文中でカード自身とその演劇作品についても触れていたためだという。
Byron Walley は初期の短編 "Gert Fram" を Ensign 誌に掲載したときのペンネームである。実名を使わなかったのは、同号には他に論文、詩、脚本などカードの他の作品も掲載されていたためだという。同号に掲載された脚本 "The Rag Mission" では、Brian Green というペンネームを使った。なお、Byron Walley というペンネームはその後も何度か使っている。
1984年には "The Best Day" という短編で Dinah Kirkham という名前を使った。
1989年の短編 "Damn Fine Novel" では、Noam D. Pellume という名前を使った。
2004年の小説 Zanna's Gift では Scott Richards という名前を使った。

## 作家育成
カードは創作についての本を2冊書いている。1つは1988年の Characters and Viewpoint、2つめは1990年の How to Write Science Fiction and Fantasy である。
2001年から、カードは毎年1週間の作家志望者向けの創作ワークショップ "Literary Boot Camp" を開催している。参加希望者は自分の書いた小説を添えて応募し、その中から選抜されたものが参加できる。このワークショップの後に、誰でも参加できる講義形式のワークショップも開催している。
2005年、カードは末日聖徒イエス・キリスト教会系のリベラル・アーツ・カレッジである南バージニア大学の教授となった。カードはかねてから大学の創作講座に不満を持っており、この大学で自身の創作技法を教えたいとしていた。しかし、諸々の問題からこれはうまくいかず、彼は一時期同大学での講義をとりやめた。なお、2009年9月からカードは同大学の教壇に復帰している。
カードは、SFおよびファンタジーのアマチュア作家のコンテスト Writers of the Future の審査員も務めている。L・ロン・ハバードが創始したもので、現在はサイエントロジーが主催している。

## 私生活
妻との間に5人の子供がいて、それぞれ尊敬する作家の名前をつけている。なお、他に2人の子がいたが、1人は17歳のとき脳性麻痺がもとで亡くなり、もう1人は生まれたその日に亡くなっている。現在は妻と一番下の子と共にノースカロライナ州グリーンズボロに在住。
脳性麻痺の子チャールズの生涯はカードの作品にも影響を与えており、特に《帰郷を待つ星》シリーズなどに強く現れている。
カードはテレビドラマ『ファイヤーフライ 宇宙大戦争』の熱心なファンでもある。

## 受賞歴
- 1978年 ジョン・W・キャンベル新人賞
- 1985年 『エンダーのゲーム』: ネビュラ賞[4]、ヒューゴー賞[2]
- 1986年 『死者の代弁者』: ネビュラ賞[2]、ヒューゴー賞[3]、ローカス賞[2]
- 1987年 「目には目を」: ヒューゴー賞、星雲賞
- 1987年 「ハットラック川の奇跡」: 世界幻想文学大賞
- 1988年 『奇跡の少年』: ローカス賞[12]
- 1989年 『赤い予言者』: ローカス賞[13]
- 1991年 How to Write Science Fiction and Fantasy (Writer's Digest Books, 90): ヒューゴー賞
- 1995年 Alvin Journeyman: ローカス賞[14]

## 作品一覧
- ソングマスター Song Master(1979)
- 第七の封印 Wyrms(1987)
- 反逆の星 Treason(1988)
- アビス The Abyss(1989)[※ 2]
- 消えた少年たち Lost Boys(1992)

### 《帰郷を待つ星》シリーズ
- 地球の記憶 The Memory of Earth(1992)
- 地球の呼び声 The Call of Earth(1992)

### 《エンダー》シリーズ

#### Ender's Game（本編）
- エンダーのゲーム Ender's Game(1985)[※ 3]
- 死者の代弁者 Speaker for the Dead(1986)
- ゼノサイド Xenocide(1991)
- エンダーの子どもたち Children of the Mind(1996)
- 投資顧問 Investment Counselor(1999) - 短編集First Meetings内の一編。SFの殿堂『遥かなる地平1』ロバート・シルヴァーバーグ編に収録。
- A War of Gifts: An Ender Story(2007)
- Ender in Exile(2008)

#### Shadow Saga（ビーン視点で捉えた「視差｣小説）
- エンダーズ・シャドウ Ender's Shadow(1999)
- シャドウ・オブ・ヘゲモン Shadow of the Hegemon(2001)
- シャドウ・パペッツ Shadow Puppets(2002)
- Shadow of the Giant(2005)
- Shadows in Flight(2012)
- The Last Shadow(2021)

#### Formic Wars（外伝）
- Earth Unaware(2012) - エンダー誕生前の第1次蟻戦争三部作1
- Earth Afire(2013) - エンダー誕生前の第1次蟻戦争三部作2
- Earth Awakens(2014) - エンダー誕生前の第1次蟻戦争三部作3
- The Swarm(2014) - 第2次蟻戦争三部作1
- The Hive(2019) - 第2次蟻戦争三部作2
- The Queens(出版予定) - 第2次蟻戦争三部作3

### 《アルヴィン・メイカー》シリーズ
パラレルワールドな植民地以降のアメリカ“創世記”で、著者のサイトのタイトルはこのシリーズに由来する。
- 奇跡の少年 Seventh Son(1987)
- 赤い予言者 Red Prophet(1988)

### 《ワーシング年代記》シリーズ
- 神の熱い眠り Hot Sleep(1978)
- キャピトルの物語 Capitol(1978)

### 《Pathfinder》シリーズ
- 道を視る少年 Pathfinder(2010)
- 遺跡 Ruins(2012)
- 訪問者 Visitors(2014)

### 短編集
- 無伴奏ソナタ Unaccompanied Sonata and Other Stories(1980)
- 辺境の人々 The Folk of the Fringe(1989)